# ISO 14000
La norma ISO 14000 és un estàndard tècnic de gestió mediambiental establert per l'Organització Internacional per a l'Estandardització (ISO). El seu propòsit és el de minimitzar els efectes negatius causats en el medi ambient per part de les activitats, i aconseguir una millora mediambiental en la seva producció, reduint la seva despesa energètica i material (contaminació, paper, plàstic, etc.)
L'estàndard ISO 14000 és un conjunt de documents de gestió ambiental que, un cop implantats, afectarà a tots els aspectes de la gestió d'una organització en les seves responsabilitats ambientals i ajudarà a les organitzacions a tractar sistemàticament assumptes ambientals, amb la finalitat de millorar el comportament ambiental i les oportunitats de benefici econòmic. Els estàndards són voluntaris, no tenen obligació legal i no estableixen un conjunt de metes quantitatives pel que fa a nivells d'emissió o mètodes específics de mesura d'aquestes emissions. Contràriament, ISO 14000 se centra en l'organització proveint un conjunt d'estàndards basats en procediment i unes pautes des de les que una empresa pot construir i mantenir un sistema de gestió ambiental.
Cal destacar dues vessants de la ISO 14000:
1. La certificació del Sistema de Gestió Ambiental, mitjançant el qual les empreses rebran el certificat.
2. El segell ambiental, mitjançant el qual seran certificats els productes. ("Segell verd").

El principal objectiu de la sèrie ISO 14000 és "promoure la gestió ambiental més efectiva i eficient en les organitzacions i proporcionar eines útils i rendibles, basades en un sistema flexible i que reflecteixi les millors organitzacions i les millors pràctiques organitzacionals disponibles per a la recol·lecció, interpretació i comunicació d'informació rellevant per al medi ambient".

## Història
Abans del desenvolupament de la sèrie ISO 14000, les organitzacions van construir voluntàriament el seu propi SGM, però això va fer difícil les comparacions dels efectes mediambientals entre empreses.
L'ISO 14000 es basa en una aproximació voluntària a la regulació ambiental (Szymanski & Tiwari 2004) basada en la norma britànica BS7750, que va ser publicada oficialment per la British Standards Institution (BSI) prèvia a la Reunió mundial de l'ONU sobre el medi ambient (ECO 92). L'estàndard comparteix molts trets amb el seu predecessor, ISO 9000, l'estàndard internacional de gestió de la qualitat (Jackson 1997), que va servir com a model per a la seva estructura interna (National Academy Press, 1999), i tots dos poden ser implementats conjuntament.
Gràcies a la sèrie d'estàndards ISO 9000 i el sorgiment d'una gran quantitat de normes ambientals arreu del món, ISO va reconèixer la necessitat de crear estàndards administratius en l'àrea ambiental. En 1991, s'havia creat el Grup Estratègic de Consell en l'Ambient (SAGE) i en 1992 gràcies a les recomanacions d'aquest grup es va crear el comitè ISO/TC 207 el qual agruparia representants de la indústria, organismes d'estàndards, del govern de diferents països i organismes ambientals.
Així doncs, el sorgiment de la sèrie d'estàndards ISO 14000 és conseqüència directa de la ronda de negociacions del GATT a Uruguai i a la cima de Río de Janeiro de les Nacions Unides sobre el medi ambient, que es van realitzar el 1992.
A partir del 2010, l'ISO 14000 és utilitzada per almenys 223.149 organitzacions en 159 països i economies.

## Desenvolupament de la sèrie ISO 14000
La família ISO 14000 inclou en particular l'estàndard ISO 14001, que representa el conjunt bàsic de normes utilitzades per les organitzacions per dissenyar i implementar un sistema de gestió ambiental. Altres estàndards inclosos en aquestes sèries són l'ISO 14004, que dona directrius addicionals per a una bona EMS, i estàndards més especialitzats que s'ocupen d'aspectes específics de la gestió ambiental.

## Normes de la família ISO 14000
L'objectiu d'aquestes normes és facilitar a les empreses metodologies adequades per a la implantació d'un sistema de gestió ambiental, similars als proposats per la sèrie ISO 9000 per a la gestió de la qualitat. La sèrie de normes ISO 14000 sobre gestió ambiental inclou les següents normes:

### De sistemes de gestió ambiental (SGA)
- ISO 14001: Sistemes de Gestió Mediambiental - Requisits amb orientació per al seu ús.
- ISO 14004: Sistemes de Gestió Mediambiental - Directrius generals sobre principis, sistemes i tècniques de suport.
- ISO 14006: Sistemes de gestió ambiental- directrius per a la incorporació de disseny ecològic.
- ISO 14011: Guia per a les auditories de sistemes de gestió de qualitat o ambiental per les dues sèries d'estàndards 14000 i 9000 en conjunt.
- ISO 14015: Avaluació ambiental de llocs i organitzacions.

### Etiquetes ecològiques i Declaracions ambientals de producte
- ISO 14020: Etiquetes i declaracions mediambientals. Principis generals.
- ISO 14021: Etiquetes ecològiques i declaracions mediambientals. Autodeclaracions mediambientals (Etiquetatge ecològic tipus II).
- ISO 14024: Etiquetes ecològiques i declaracions mediambientals. Etiquetatge ecològic tipus I. Principis generals i procediments.
- ISO 14025: Etiquetes i declaracions ambientals. Declaracions ambientals tipus III. Principis i procediments.

### Horitzontals
- ISO 14030: discuteix l'avaluació ambiental de postproducció.

- ISO 14031: Gestió ambiental. Avaluació de l'acompliment ambiental (rendiment ambiental) - directrius.
- ISO/TR 14032: Gestió ambiental- Exemples de l'avaluació del rendiment ambiental (ERA).
- ISO 14050: Gestió ambiental-Vocabulari, termes i definicions.
- ISO/TR 14062: Gestió ambiental- Integració dels aspectes ambientals en el disseny i desenvolupament dels productes (2002). Tracta de com fer millores als objectius d'impacte ambiental
- ISO 14063: Comunicació ambiental- Directrius i exemples (2006).

### Anàlisi del cicle de vida
- ISO 14040: Gestió ambiental- Avaluació del cicle de vida- Principis i marc de referència.
- ISO 14044: Gestió ambiental- Anàlisi del cicle de vida- Requisits i directrius.
- ISO/TR 14047: Gestió ambiental-Avaluació del cicle de vida. Format de documentació de dades.
- ISO/TR 14049: Gestió ambiental- Avaluació del cicle de vida. Exemples de l'aplicació d'ISO 14041 a la definició d'objectiu i abast i anàlisi de l'inventari.

### Empremtes ambientals
- ISO 14046: Gestió ambiental, empremta d'aigua. Estableix les directrius i requisits per a l'avaluació de la petjada hídrica dels productes, processos i organitzacions. Inclou només les emissions a l'aire i el sòl que afecten la qualitat de l'aigua. Principis, requisits i directrius.

- ISO 14064-1: 2006 Gases d'efecte hivernacle. Part 1: Especificació amb orientació, en l'àmbit de les organitzacions, per a la quantificació i l'informe d'emissions i remocions de gasos amb efecte d'hivernacle.

- ISO 14064-2: 2006 Gases d'efecte hivernacle. Part 2: Especificació amb orientació, en l'àmbit de projecte, per a la quantificació, seguiment i l'informe de la reducció d'emissions o l'augment en les remocions de gasos amb efecte d'hivernacle.

- ISO 14064-3: 2006 gasos amb efecte d'hivernacle. Part 3: Especificació amb orientació per a la validació i verificació de declaracions sobre gasos amb efecte d'hivernacle.

- ISO 14065: 2013 Gases d'efecte hivernacle. Requisits per als organismes que realitzen la validació i la verificació de gasos amb efecte d'hivernacle, per al seu ús en acreditació o altres formes de reconeixement.

## Beneficis

### Beneficis per a les empreses
L'adopció dels estàndards internacionals facilita als proveidors a basar el desenvolupament dels seus productes en el contrast d'àmplies dades de mercat dels seus sectors, permetent així als industrials concórrer, cada cop més lliurement i amb eficàcia, en molts més mercats del món.
- Estalvi de costos: L'ISO 14001 pot proporcionar un estalvi del cost a través de la reducció de residus i un ús més eficient dels recursos naturals tals com l'electricitat, l'aigua i el gas. Organitzacions amb certificacions ISO 14001 són millor situades de cara a possibles multes i penes futures per incompliment de la legislació ambiental, i a una reducció del segur per la via de demostrar una millor gestió del risc.
- Reputació: Com hi ha un coneixement públic dels estàndards, també pot significar un avantatge competitiu, creant més i millors oportunitats comercials.
- Participació del personal: Es millora la comunicació interna i s'aconsegueix un equip més motivat a través dels suggeriments de millora ambiental.
- Millora continua: El procés d'avaluació regular assegura que es pugui supervisar i millorar l'impacte mediambiental de les empreses.
- Compliment: La implantació de l'ISO 14001 demostra que les organitzacions compleixen amb una sèrie de requisits legals. Això pot mitigar els riscos de judicis.
- Sistemes integrats: L'ISO 14001 s'alinea amb altres estàndards de sistemes de gestió com l'ISO 9001 o la OHSAS 18001 de seguretat i salut laboral, que proporciona una més efectiva i eficient gestió de sistemes en general.

### Beneficis per a governs
Els estàndards internacionals proporcionen les bases tecnològiques i científiques que sostenen la salut i la legislació sobre seguretat i qualitat del medi ambient.

### Beneficis per a països en via de desenvolupament
Les Normes Internacionals constitueixen una font important del "know-how" tecnològic, definint les característiques que s'esperen dels productes i serveis a ser col·locats en el mercat d'exportació. D'aquesta manera, les Normes Internacionals donen una base a aquests països per a prendre decisions correctes a l'hora d'invertir correctament els escassos recursos i així evitar malgastar-los.

### Beneficis per als consumidors
La conformitat de productes i serveis amb les Normes Internacionals n'asseguren la qualitat, seguretat i fiabilitat.

### Beneficis per a cadascú
Les Normes internacionals poden contribuir a la millora de la qualitat de vida, ja que assegura que el transport, la maquinària, els instruments i els productes que utilitzem són sans i segurs.

### Beneficis per al planeta
En regular-se la normativa sobre l'aire, l'aigua, la qualitat del sòl, l'emissió de gasos i la radiació es contribueix a la millora de la conservació del medi ambient.
L'ISO desenvolupa només aquelles normes per a les quals hi ha una exigència de mercat. El treball és realitzat per experts provinents dels sectors industrials, tècnics i de negocis que hi han sol·licitat les normes i que posteriorment es proposen emprar. Aquests experts poden unir-se a altres amb coneixements rellevants tals com: els representants d'agències del govern, organitzacions de consumidors, acadèmies, laboratoris de proves i en general experts internacionals dels seus propis camps.